# SOS Children's Villages International

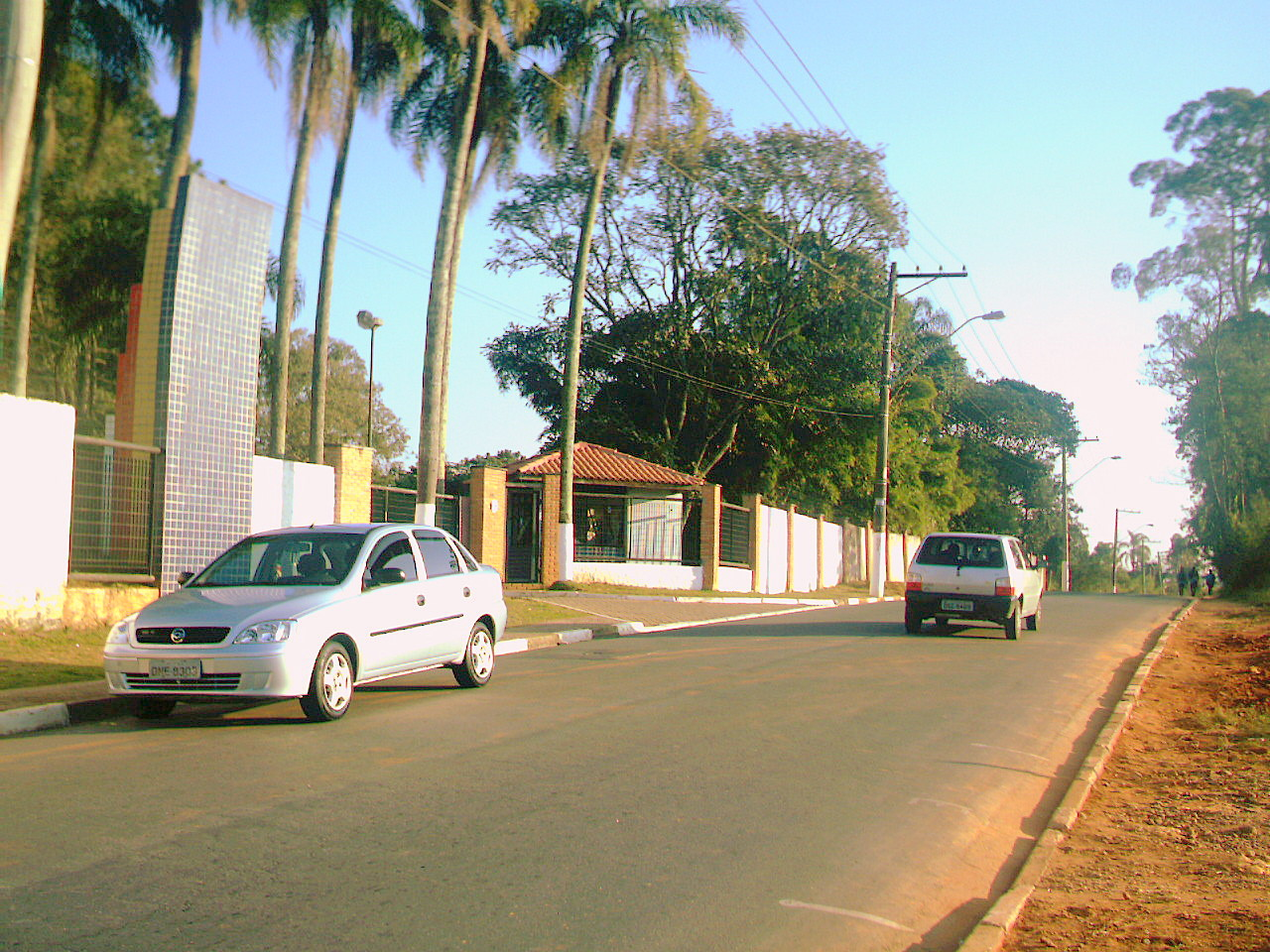
Aldeias Infantis SOS em Poá-SP, Brasil

SOS Children's Villages International (em Portugal Aldeias de Crianças SOS e no Brasil Aldeias Infantis SOS) é uma instituição filantrópica de atendimento a crianças. Foi fundada logo após a Segunda Guerra Mundial, na Áustria, por Hermann Gmeiner. A ideia básica original foi a de dar uma família e um lar para as crianças órfãs e abandonadas, no período pós-guerra.
Em 2007, havia 554 unidades em todo o mundo, atendendo 82.000 crianças.
A 6 de setembro de 2016, as Aldeias de Crianças SOS receberam o Prémio Princesa das Astúrias, na categoria Concórdia.

## História
Em 1949, Hermann Gmeiner, médico austríaco, órfão de mãe desde muito pequeno, constatando o elevado número de crianças órfãs, sobretudo vítimas da 2ª Guerra Mundial, criou em Imst (Tirol, Áustria) a primeira Aldeia de Crianças SOS. A ideia rapidamente se espalhou por todo o mundo, por forma que as Aldeias de Crianças SOS estão hoje em 133 países, e são consideradas a forma ideal de solucionar o problema das crianças desprotegidas, pois respeita os mais elementares e naturais princípios pedagógicos e da convivência familiar e social exigíveis no início da vida e durante o período fundamental da educação humana.

## Em Portugal
Em Portugal, as aldeias foram fundadas por Maria do Céu Mendes Correia em Março de 1964, que enquanto a nível profissional desempenhava as funções de economista na Comissão de Coordenação Económica e, mais tarde, integrando a Direcção Geral de Concorrência e Preços, paralelamente mantinha uma obra social mista (destinada a rapazes e raparigas), o que era proibido por lei na altura da sua criação.
Em 2007 a Associação recebeu o Prémio Gulbenkian de Beneficência.

### Locais
- Bicesse (São João do Estoril) (fundada em 1967);
- Gulpilhares (Vila Nova de Gaia) (fundada em 1980);
- Guarda (1986);

## No Brasil
No Brasil as aldeias estão presentes em Brasília, Caicó, Campinas, Engenho do Meio, Goioerê, Igarassu, Jacarepaguá, João Pessoa, Juiz de Fora, Lauro de Freitas, Manaus, Pedra Bonita, Poá, Porto Alegre, Rio Bonito, Santa Maria e  em São Bernardo do Campo.